# Киш, Бела
Бела Киш (венг. Kiss Béla; 27 июля 1877, Ижак, Австро-Венгрия—?) — венгерский серийный убийца. Был объявлен в розыск по всей Венгрии после раскрытия его преступлений в июле 1916 года, но так и не был пойман. Его дальнейшая судьба до сих пор остается неизвестной, как и точное количество его жертв.

## Биография
Сведений о раннем периоде жизни Белы Киша довольно мало. Родился в семье Яноша Киша (Kiss János) и Вероны Варга (Varga Verona). Известно, что Бела Киш работал жестянщиком в одном из пригородов Будапешта (сейчас этот пригород находится в черте города) начиная с 1900 года. Был дважды женат и имел двух дочерей.  
Соседи были о нём хорошего мнения, считая его щедрым, хорошо воспитанным и эрудированным человеком (хотя он не имел никакого систематического образования). Тем не менее они всё же отмечали некоторые странности в его поведении: помимо того, что он интересовался оккультизмом и астрологией, он держал у себя дома множество металлических бочек с неизвестным содержимым. Местным полицейским это показалось подозрительным, но Киш объяснил им, что он держит в этих бочках запас бензина на случай войны. К тому времени (начало 1910-х гг.) уже было ясно, что скоро в Европе может начаться крупная война, поэтому полицейские сочли это объяснение правдоподобным. 

Бела Киш был призван в армию и отправлен на фронт в 1914 году, вскоре после начала Первой мировой войны. На тот момент ему было 37 лет. В 1915 году по адресу его проживания поступило извещение, что он попал в плен и умер от тифа в Валево 5 февраля 1915 года.

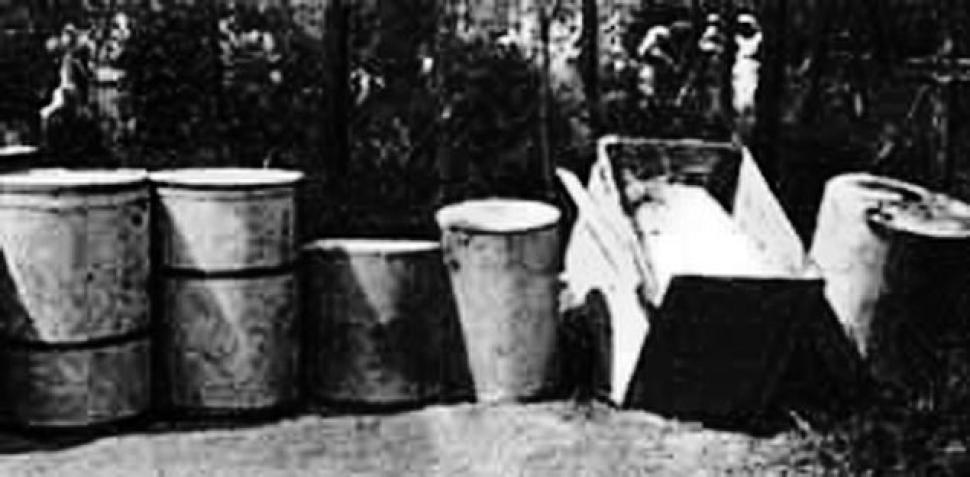
Бочки Бела Киша

В июле 1916 года хозяин дома, в котором жил Бела Киш, решил избавиться от вещей своего квартиранта, которого он к тому времени уже давно считал умершим. При попытке вскрыть одну из металлических бочек, найденных среди вещей Киша, он почувствовал неприятный запах. Один из его соседей оказался химиком, который подтвердил, что это скорее всего запах разложения. Бочка была вскрыта в присутствии полицейского инспектора, который нашел внутри неё тело молодой женщины, забальзамированное с помощью древесного спирта, и кусок верёвки, которым она была задушена. Вскрытие остальных шести найденных в доме бочек дало аналогичные результаты, после чего полицейские начали обыск всего дома и земельного участка вокруг него. В общей сложности было найдено 24 женских трупа, все забальзамированные и хорошо сохранившиеся (даже те, которые были найдены в земле). Кожа на шеях некоторых из них была повреждена, что заставило предположить, что убийца мог пить кровь своих жертв.

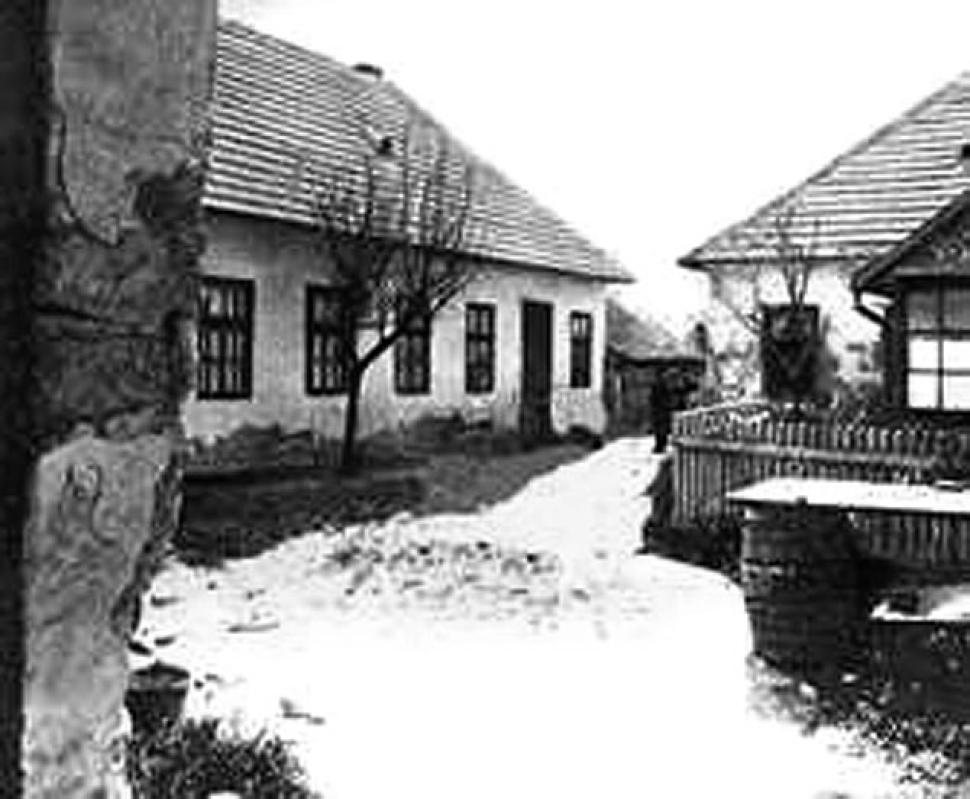
Дом Белы Киша (слева)

Также была вскрыта секретная комната в доме, в которую Бела Киш никогда никого не пускал. В ней было найдено большое количество литературы о ядах и методах удушения, а также фотоальбом с фотографиями более 100 женщин и большое количество писем, разложенных по 74 пакетам (по одному пакету на каждого адресата). После анализа переписки выяснилось, что Киш начиная с 1903 года размещал в газетах объявления о знакомстве, на которые в общей сложности откликнулось 174 женщины. Из них он выбрал тех, у которых не было родственников поблизости и чьё исчезновение могло оставаться незамеченным достаточно долго — в общей сложности 74. Затем он убеждал их выслать ему деньги (в некоторых случаях — практически все сбережения, которые были у жертвы), после чего женщины пропадали без вести. Всё это, разумеется, не могло оставаться полностью незамеченным соседями Киша — которые, впрочем, ничего не подозревали и считали вполне естественным, что хорошо выглядящий и приятный в общении мужчина пользуется успехом у женщин.

## Розыск
4 октября 1916 года из госпиталя города Валево[уточнить] поступило сообщение, что Бела Киш на самом деле не умер в 1915 году, а жив и до сих пор находится в госпитале. Туда немедленно прибыла полиция, но Киш к тому времени уже исчез, а на его койке нашли мёртвое тело другого солдата. Он был немедленно объявлен в розыск по всей Австро-Венгрии, но каких-либо результатов это не дало — в том числе и потому, что фамилия Kiss была весьма распространённой, а также полностью созвучной с популярным прозвищем «Kis» («маленький»). О его последующей судьбе ходили различные слухи — например, что он был осуждён за кражу со взломом в Румынии или же умер от жёлтой лихорадки в Турции, — но никакими доказательствами они подкреплены не были.
В 1920 году солдат французского Иностранного легиона сообщил в полицию об одном из легионеров, похожем по описанию на Белу Киша и взявшем при поступлении на службу в легионе имя «Хоффман» (этим же псевдонимом Киш пользовался в своей переписке с жертвами). Как и в предыдущем случае, «Хоффман» дезертировал прежде, чем полиция смогла допросить его.
В 1932 году нью-йоркский следователь Генри Освальд (англ. Henry Oswald), известный своей «фотографической» памятью на лица, уверенно заявил, что видел Белу Киша, вышедшего из метро на Таймс-сквер и тут же затерявшегося в толпе. В 1936 году, через четыре года после этого случая, распространился слух, что один из дворников, работающих в Нью-Йорке, — на самом деле Киш (на тот момент его возраст уже должен был быть в районе 60 лет). С учётом свидетельства Освальда, полиция отнеслась к этим слухам со всей серьёзностью. Но когда полицейские приехали, чтобы допросить дворника, то оказалось, что он бесследно исчез. Больше сообщений о наблюдении людей, похожих на Киша, не поступало. Последним официальным упоминанием о Кише является газетная статья в Nyírvidék — Szabolcsi Hírlap от 18 августа 1939 года, сообщающая, что ордер на его арест был продлён.

## Отражение в массовой культуре

### В кино
- Бела Киш. Пролог[нем.] (2013) — кинофильм немецкого режиссёра Люсьена Фёрстнера, основанный на истории Белы Киша.